# Karle Garmendia Aldaz
Carlota "Karle" Garmendia Aldaz (Oroz-Betelu, 14 de enero de 1898-Pamplona, 9 de julio de 1983) fue una pintora española. Pertenece a la generación de pintores de Navarra nacidos a finales del siglo XIX y principios del XX junto a artistas como Emilio Sánchez Cayuela, Leocadio Muro Urriza, Crispín Martínez, Eugenio Menaya, Antonio Cabasés, Juan Viscarret o Pedro Lozano de Sotés y su esposa Francis Bartolozzi, madrileña afincada en Navarra durante más de sesenta años. Fue la primera navarra que estudió en la Escuela de Bellas Artes de París. En este aspecto fue una mujer adelantada a su época al decidirse por una dedicación a la pintura. Fue una excelente pintora y debido a su trayectoria vital la mayor parte de su obra se encuentra diseminada por diferentes países.

## Biografía
Hija de Leopoldo Garmendia Goicoechea (Oroz-Betelu, 15 de noviembre de 1870 - 28 de octubre de 1942), alcalde, concejal y juez municipal de Oroz-Betelu, hombre asociado a los orígenes del PNV navarro, y de Salomé Aldaz Jaurrieta (Aoiz, 16 de marzo de 1870-México, 15 de mayo de 1965), heredera del Señorío de Górriz. Era la segunda de cinco hermanos: José María, Miren, Pilar y Miguel José, abogado y que llegaría a ser estrecho colaborador de Manuel de Irujo durante la Guerra Civil.
Entre 1912 y 1916 estudió en la Escuela de Artes y Oficios de Pamplona dónde tuvo como maestro a Enrique Zubiri. Asistió a las clases de la academia de Javier Ciga en los años previos a 1920.
Se trasladó a París dónde se formó en la prestigiosa Academia Colarossi y en la Escuela de Bellas Artes, como se ha mencionado anteriormente. Allí conoció al artista valenciano Higinio Blat, contrayendo matrimonio el 29 de septiembre de 1926 en Oroz-Betelu. Fueron padres de 2 hijas: Miren Itziar, nacida en 1927, y Elisabet, nacida en 1929. En 1933 se marcharán a vivir a Pau (Francia), muy cerca de los Pirineos y donde ambos instalarán su estudio.
El estallido de la guerra civil española trastocó su vida y la de su familia ya que sus padres se refugiaron con su hija entre 1936 y 1940. Con la ocupación alemana de Francia durante la Segunda Guerra Mundial, residieron todos, de nuevo, en Oroz-Betelu, motivo que llevó a la detención de su padre, juzgado y encarcelado en Huesca por su pertenencia al nacionalismo vasco.
En 1947 la familia emigró a México, país donde se encontraban viviendo ya los propios hermanos de Karle (María y Miguel) y también su madre Salomé Aldaz, todos exiliados de la Guerra Civil.
El año 1951 el matrimonio se instaló en Hermosillo (Sonora), al norte del país. Allí, su marido, Higinio Blat fundó y fue el director de la Academia de Artes Plásticas de la Universidad de Sonora y ella profesora de la misma academia, donde entre otros tuvo al como alumno al futuro artista plástico y muralista Carlos Coronado Ortega. En Hermosillo entró en contacto con otros navarros residentes allí como la compositora Emiliana de Zubeldia. A fines del año 1959 la familia Blat Garmendia regresó definitivamente a España, instalándose en la capital navarra donde Higinio fallecería el 31 de octubre de 1974 y la artista, que le sobrevivió casi una década, fallecería el 9 de julio de 1983.

## Premios y reconocimientos
- 1912, Accésit de Dibujo de la Escuela de Artes y Oficios de Pamplona.[5]
- 1915, Primer premio de la misma escuela.
- 1926, Segundo Premio del Certamen científico, literario y artístico de Pamplona, con el cuadro "Silencio", dotado con 500 pesetas.[7]
- 2014, Exposición en su pueblo natal, Oroz-Betelu.[10]
- 2014-2015, Exposición antológica en el Parlamento de Navarra.[11]